# Thang điểm Child–Pugh
Trong y học, cụ thể là khoa tiêu hóa, thang điểm Child–Pugh (hoặc thang điểm Child–Turcotte–Pugh) được sử dụng để đánh giá tiên lượng của bệnh gan mạn tính, chủ yếu là xơ gan. Mặc dù ban đầu thang điểm được sử dụng để dự đoán tỷ lệ tử vong trong quá trình phẫu thuật, nhưng giờ đây nó được sử dụng để xác định tiên lượng, cũng như mức độ điều trị cần thiết và sự cần thiết của ghép gan.

## Chấm điểm
Thang điểm sử dụng năm tiêu chú lâm sàng của bệnh gan. Mỗi tiêu chí cho điểm 1–3, điểm càng cao, bệnh càng nghiêm trọng.
| Đo lường                            | 1 điểm   | 2 điểm      | 3 điểm              |
| ----------------------------------- | -------- | ----------- | ------------------- |
| Bilirubin toàn phần, μmol/L (mg/dL) | <34 (<2) | 34–50 (2–3) | > 50 (> 3)          |
| Albumin huyết tương, g/dL           | > 3,5    | 2,8–3,5     | <2,8                |
| Tỷ lệ Prothrombin (%)               | > 55     | 45 - 55     | < 44                |
| INR                                 | <1,7     | 1,7–2,3     | > 2.3               |
| Cổ trướng                           | Không có | Nhẹ         | Trung bình đến nặng |
| Bệnh não gan                        | Không có | Độ I – II   | Độ III – IV         |

Trong viêm xơ đường mật nguyên phát (PSC) và viêm đường mật nguyên phát (PBC), điểm Child-Pugh được sửa đổi giá trị tham chiếu bilirubin để phản ánh thực tế là những bệnh này có mức bilirubin liên hợp cao. Giới hạn trên cho 1 điểm là 68 μmol/L (4 mg/dL) và giới hạn trên cho 2 điểm là 170 μmol/L (10 mg/dL).

## Tiên lượng
Bệnh gan mạn tính được xếp vào nhóm Child-Pugh từ A đến C.
| Điểm  | Child-Pugh | Tiên lượng sống 1 năm | Tiên lượng sống 2 năm |
| ----- | ---------- | --------------------- | --------------------- |
| 5–6   | A          | 100%                  | 85%                   |
| 7–9   | B          | 80%                   | 60%                   |
| 10–15 | C          | 45%                   | 35%                   |

## Lịch sử
Bác sĩ phẫu thuật và chuyên gia xử trí tăng áp lực tĩnh mạch cửa, ông Charles Gardner Child (1908–1991) cùng Turcotte của Đại học Michigan đề xuất hệ thống tính điểm vào năm 1964 trong một cuốn sách giáo khoa về bệnh gan. Thang điểm này được Pugh và công sự sửa đổi vào năm 1972 trong một báo cáo về phẫu thuật điều trị chảy máu do giãn tĩnh mạch thực quản.